# Кузје
Кузје (фр. Couziers) је насељено место у Француској у региону Центар, у департману Ендр и Лоара.
По подацима из 2011. године у општини је живело 118 становника, а густина насељености је износила 9,79 становника/km².

## Демографија
| 1962. | 1968. | 1975. | 1982. | 1990. | 2011. |
| ----- | ----- | ----- | ----- | ----- | ----- |
| 121   | 127   | 120   | 100   | 103   | 118   |